# Kari Aalvik Grimsbø
Kari Aalvik Grimsbø (n. 4 ianuarie 1985, Bergen, Norvegia) este o handbalistă din Norvegia care joacă pentru clubul maghiar Győri Audi ETO KC și pentru echipa națională a Norvegiei.

## Carieră
Kari Aalvik Grimsbø a debutat la echipa de senioare a Norvegiei în septembrie 2005, împotriva Portugaliei. Anterior, ea a jucat pentru Norvegia la Campionatele Mondial și Europene pentru tineret.
Înainte de a se alătura echipei Byåsen HE, handbalista a evoluat la cluburile Orkdal și Børsa/Skaun. În ianuarie 2015 s-a transferat la Győri Audi ETO KC, după ce a semnat un contract pe 2 ani și jumătate. Referitor la acest transfer Grimsbø a declarat: „Este o mare șansă pentru mine, iar când apar astfel de șanse e greu să spui nu. Este ca un vis care se îndeplinește.”
Kari Aalvik Grimsbø este multiplu medaliată în numeroase competiții internaționale și a obținut două medalii de aur la Jocurile Olimpice, în 2008 și 2012.

## Palmares
Club
- Liga Campionilor EHF:
  -  Câștigătoare: 2017, 2018, 2019
  - Finalistă: 2016

- Cupa Cupelor EHF:
  - Finalistă: 2007

- Nemzeti Bajnokság I
  - Câștigătoare: 2016

- Magyar Kupa
  -  Câștigătoare: 2015, 2016

Echipa națională
- Jocurile Olimpice:
  -  Medalie de aur: 2008, 2012
  -  Medalie de bronz: 2016

- Campionatul Mondial:
  -  Medalie de aur: 2011, 2015
  -  Medalie de argint: 2007
  -  Medalie de bronz: 2009

- Campionatul European:
  -  Medalie de aur: 2006, 2008, 2010, 2014, 2016

## Premii individuale
- Portarul echipei ideale All-Star Team la Jocurile Olimpice: 2012[6], 2016[7];